# Joycea
Genre
Classification phylogénétique
Joycea est un genre de plantes monocotylédones de la famille des Poaceae (graminées), sous-famille des Danthonioideae, endémique en Australie, qui comprend trois espèces acceptées.
Ce genre était autrefois inclus dans le genre Danthonia. 
Il est considéré par certains auteurs comme un synonyme de Rytidosperma Steud.
Le nom générique honore le botaniste australien Joyce Winifred Vickery.

## Liste d'espèces
Selon NCBI (12 nov. 2010) :
- Joycea clelandii
- Joycea lepidopoda
- Joycea pallida[5]
- Joycea sp. Humphreys 104